# 朱雷章

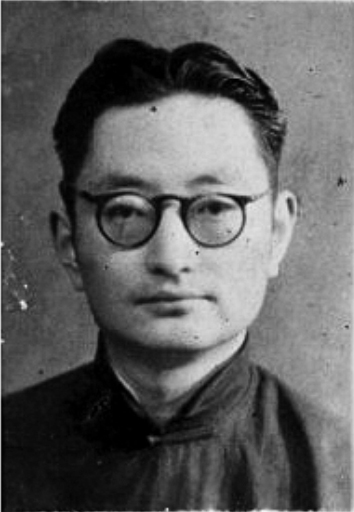
朱雷章

朱雷章（1905年7月25日—1995年1月5日）又名青震，字震初。江苏省昆山县人，中华民国政治人物。

## 生平

### 早年生涯
1905年7月25日（农历六月廿三日），朱雷章生于江苏省昆山县陈墓镇（今昆山市锦溪镇）普庆桥（俗称俞家桥）西堍的一个书香世家。父亲朱文焯清末赴日本，入东京法政大学学习，在日本结识孙中山，并加入中国同盟会，毕业回国后参加辛亥革命，后来长期在南京、杭州、苏州法院供职，并在大学、专科学校兼职教授法学。
朱雷章少年时，先后随父亲在南京、杭州居住，曾经延师学习国文、历史，阅读四书五经、正续资治通鉴等书，还自学了中国外交史、军事史、世界史，撰写《辽史纲目》、《金国通鉴》、《西夏史纲要》等读书笔记。
1919年，朱雷章考入浙江法政专门学校。因父亲朱文焯著有《法学通论》、《刑法通义》等书，家中藏有许多各国法学著作，故朱雷章自少年时便了解了很多法学方面的知识。1921年，朱雷章入之江大学附中。1922年考入唐山交通大学预科，19岁以全校第一名的成绩转入交通部南洋大学（即今上海交通大学）电机工程科。在校期间曾连续六个学期获得第一名。1928年，以电机工程学院电力系第一名的成绩毕业，旋被上海电机制造厂聘任为工程师，后来又出任行政院建设委员会全国无线电管理处工程师兼统计主任，参加了上海市首批短波无线电台的设计及建造，同时还参与编辑《无线电》杂志。朱雷章通晓英语、日语，略懂法语。

### 民国状元
1931年7月，南京国民政府举行首届高等考试（即高等文官考试），官方称其为“国家第一次抡才大典”。国民政府特派考试院院长戴季陶担任主考官兼典试委员长，考试院秘书长陈大齐担任典试委员会秘书长，考试院考选委员会委员长邵元冲担任襄试处主任。考试类别分为五种：普通行政人员、财务行政人员、教育行政人员、警察行政人员、外交官及领事官，共录取1000人。有报考资格者是大学、专科学校毕业生，或者曾担任委任官三年以上者。报名考试者共2177人，其中报考普通行政人员的1176人，录取仅43人。朱雷章作为大学电机工程科毕业生报考了普通行政人员。
首届高等考试分“三试”：第一试考国文、党义；第二试考中华民国训政时期约法、刑法、民法、行政法、中国近代政治史、财政学、经济学、地方自治法规、土地法、劳动法、统计学、社会政策、市政论、国际公法、经济政策、外国文等科目。朱雷章参加笔试的十余个科目均为优等成绩，其中中国近代史获满分；第三试为面试，朱雷章作“治学经验”及“个人理想”两次专题演说。最终朱雷章通过考试，获得第一名，被誉为“民国状元”。1931年10月，被派任交通部技术室代理技正，一年后补缺任技正。

### 监察委员
在首届高等考试之前，主考官戴季陶向外界宣布，考试列名榜首者将以监察院监察委员任用。1932年末，为落实该承诺，经戴季陶向监察院院长于右任推荐，经中国国民党中央政治会议通过，1933年2月，28岁的朱雷章被任命为国民政府监察院监察委员。其后，历任监察院整理法规委员会委员，国民政府第二、三届高等考试监试委员等职。1934年7月，朱雷章主持筹备中国考政学会，后来当选为该学会第一、二、三届理事会理事长。
1934年，朱雷章审查弹劾上海市政府秘书长俞鸿钧处理静安寺庙产案时，律师拿着巨额支票企图贿赂朱雷章，被朱雷章拒绝，朱雷章依法否决了此案。1934年，行政院院长汪精卫同其亲信铁道部部长等人贪污渎职，并抑制监察院的监察权。1935年，朱雷章及其他监察委员在报纸上谴责行政院院长汪精卫，为此朱雷章等人受到国民政府书面警告。
1938年，朱雷章与监察委员高鲁同赴自流井调查四川盐运使缪秋杰违法渎职、滥支公帑案。自贡火井井主设宴款待朱雷章与高鲁，并称缪秋杰愿给朱雷章与高鲁每人法币二、三百万元，委托二人救济江苏省、福建省流落中国内地的失学青年，不用报销，以了结该案，遭朱雷章拒绝。该井主又扬言缪秋杰后台硬，如提案弹劾，将会引火烧身。朱雷章坚持领衔提案。后经监察院院长于右任批谕，1939年国民政府将缪秋杰免职停用。

### 从重庆到苏州
1937年抗日战争爆发，朱雷章在南京的寓所与国军参谋本部相邻，故时常遭到日军飞机扫射，朱雷章坚持留在南京，每天仍到监察院办公，并且从事空袭后的救护慰问及纠察等活动。直到最后一批公务人员撤离南京，朱雷章方将家属安置到农村避难，自己来到汉口于右任院长行辕。在汉口，他参与慰问伤兵，视察交通及金融。此后，他和其他监察委员乘轮船抵达重庆。在重庆，大多数监察委员为避空袭，住在重庆郊区，朱雷章则一直住在城区，每天到院办公。
在重庆时，朱雷章兼任国防最高委员会党政工作考核团团员。1939年，先后两度受国民政府特命，巡视四川省各地，巡视中通过微服私访，收集民众呈递的书状，秉公处理了一批贪污腐败、违法失职案件。1940年，又被派赴云南、贵州巡视大后方建设、交通、民政等。他冒险巡视滇缅公路，到达缅甸的腊戍。自昆明回重庆途中，经过曲靖附近山区时，搭乘的军用货车坠入山沟，朱雷章自车窗飞出，胸部遭受重伤。
1941年5月，朱雷章的父亲在苏州逝世，朱雷章即自重庆回上海，因旅途劳顿，胸部的伤转为肋膜炎并发肺炎。太平洋战争爆发后，朱雷章离职在上海闲居。中华人民共和国成立后，朱雷章定居苏州。

### 晚年生涯
中共十一届三中全会召开后，经国务院副总理、上海交通大学校务委员会主任王震、全国政协常委李铁铮、原上海市副市长、民革中央副主席赵祖康等人介绍，中共苏州市委统战部推荐，1981年1月，江苏省人民政府聘朱雷章为江苏省文史研究馆馆员。1981年6月，民革江苏省委员会将朱雷章吸收为民革党员。
当时，朱雷章已一目失明，但仍经常学英语、日语。经苏州市老年科技工作者协会安排，朱雷章曾从事英文科技资料的翻译。朱雷章还积极撰写有关国民政府旧事的文史资料。1994年，应台湾中国考政学会约请，撰写了《中国考政学会之创立回忆》一文，发表在台湾出版的《中国考政学会特刊创会六十周年暨第十七届会员大会》特载栏。
1995年1月5日，朱雷章在苏州病逝。